# Simon Yates
Simon Philip Yates (Bury, 7 agosto 1992) è un ciclista su strada e pistard britannico che corre per il Team Visma-Lease a Bike.
Professionista dal 2014, ha caratteristiche di scalatore. Ha vinto nel 2013, su pista, il titolo mondiale della corsa a punti. Mentre su strada, ha vinto in carriera, la Vuelta a España 2018, il Giro d'Italia 2025, oltre a tre tappe al Tour de France, sei al Giro d'Italia e due alla Vuelta a España. Si è imposto anche nella classifica giovani al Tour de France 2017.

## Biografia
Ha un fratello gemello, di nome Adam, anch'egli ciclista professionista, attivo dal 2023 nell'UAE Team Emirates.

## Carriera

### 2004-2013: gli esordi e l'iride su pista
Comincia a gareggiare su pista nel 2004 con il Bury Clarion Cycling Club, società ciclistica di cui il padre era stato membro per vent'anni. Nel 2010 a Montichiari vince il titolo mondiale Juniores nell'americana in coppia con Daniel McLay (è anche argento nell'inseguimento a squadre), mentre l'anno dopo debutta nella Coppa del mondo su pista cogliendo il terzo posto dell'inseguimento a squadre nell'evento di Pechino.
Nel 2011 esordisce anche tra gli Under-23 su strada con la 100% ME, formazione giovanile gestita da UK Sport e dalla Federazione ciclistica britannica, e in stagione coglie un successo di tappa al prestigioso Tour de l'Avenir in Francia. Dopo aver vinto tre titoli nazionali su pista, nel febbraio 2013 debutta ai campionati del mondo su pista Elite di Minsk conquistando, all'età di vent'anni, il titolo iridato nella corsa a punti. Parallelamente prosegue l'attività su strada. Dopo numerosi piazzamenti stagionali (terzo alla Côte Picarde, secondo in una tappa del Thüringen Rundfahrt) nell'agosto 2013 si aggiudica due frazioni di montagna al Tour de l'Avenir e conclude decimo in classifica. Rappresenta poi la Nazionale britannica al Tour of Britain: in quella gara riesce ad aggiudicarsi la frazione con arrivo sullo Haytor, centrando così il primo successo in carriera tra gli Elite su strada, e a piazzarsi al terzo posto nella graduatoria generale finale e primo in quella dei giovani.

### 2014-2017: i primi anni di professionismo su strada

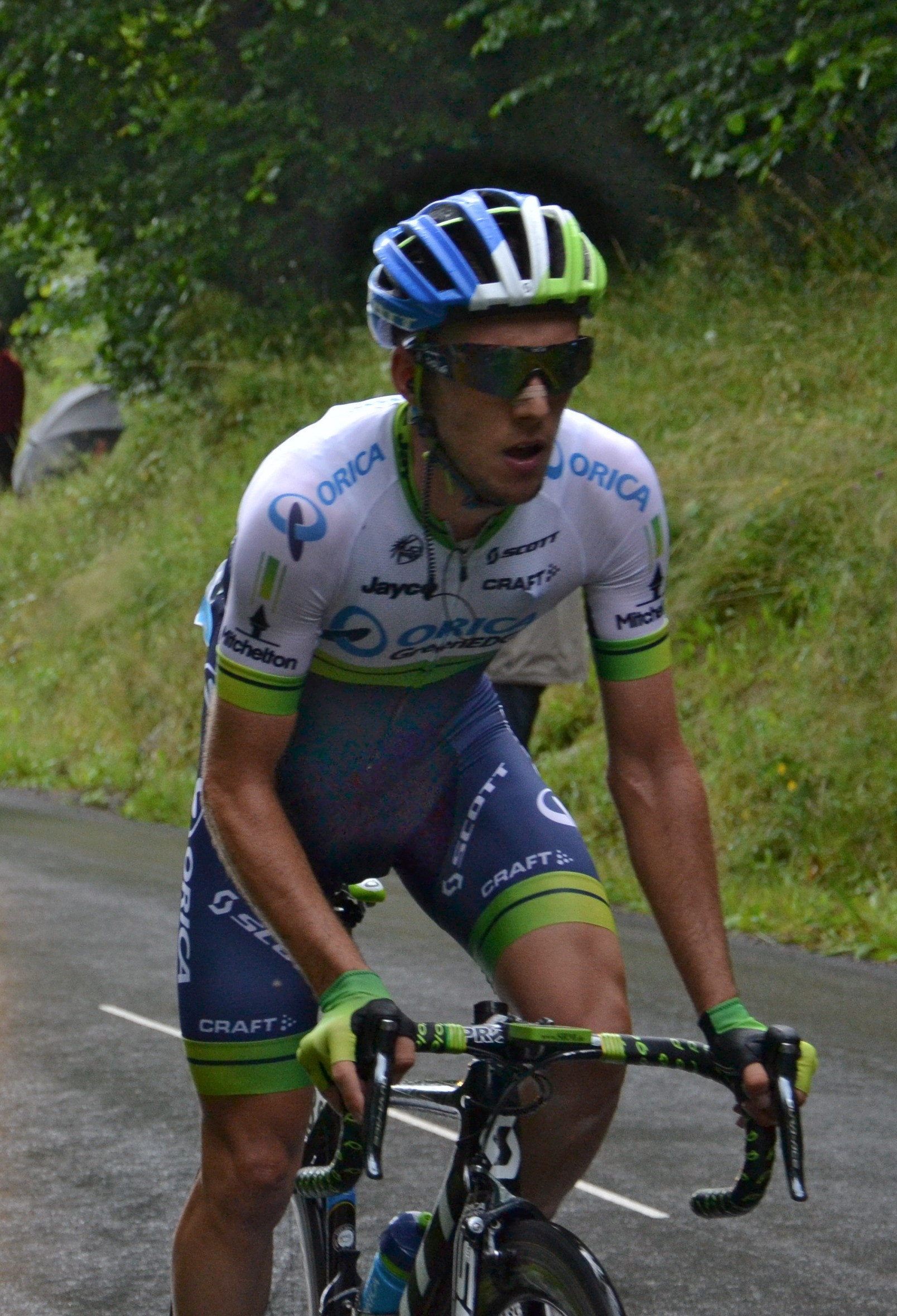
Simon Yates in azione durante una tappa al Tour de France 2014.

Per la stagione 2014 firma, insieme al fratello Adam, un contratto professionistico con il team World Tour australiano Orica-GreenEDGE. In stagione vince la classifica giovani al Giro di Slovenia e quella scalatori al Tour of Alberta, e partecipa anche al suo primo Tour de France (si ritira all'inizio della quattordicesima tappa) e alla gara in linea Elite dei Campionati del mondo a Ponferrada, ancora ritirandosi. Nel 2015 si mette in evidenza in alcune corse a tappe del calendario World Tour: conclude infatti quinto alla Vuelta Ciclista al País Vasco (con il terzo posto nella tappa con arrivo in salita ad Arrate) e sesto al Tour de Romandie; al seguente Critérium du Dauphiné ottiene alcuni piazzamenti di tappa, tra cui il secondo posto in salita a Modane-Valfréjus, il quinto posto nella graduatoria finale e la maglia bianca di miglior giovane. Prende poi parte al Tour de France, ma senza risultati di rilievo, e al Giro di Lombardia, chiudendo diciottesimo.
Apre la stagione 2016 gareggiando in Francia. Il 12 marzo, durante un controllo anti-doping alla Parigi-Nizza, viene trovato positivo alla terbutalina: nel giugno dello stesso anno gli viene così inflitta una squalifica di 4 mesi dall'UCI, retroattiva e fino all'11 luglio 2016, per uso non intenzionale della sostanza. Tornato alle corse in Spagna, tra fine luglio e inizio agosto vince la Prueba Villafranca de Ordizia e si piazza quindi settimo alla Clásica San Sebastián, secondo al Circuito de Getxo e quarto alla Vuelta a Burgos. Alla seguente Vuelta a España centra la vittoria nella sesta tappa, con arrivo su una salita breve, grazie a uno scatto perentorio a 3 km dal traguardo. Successivamente si mette in evidenza anche nella quattordicesima frazione con arrivo in salita sull'Aubisque: scatta dal gruppo dei migliori a 38 km dal traguardo e, anche grazie all'aiuto di tre compagni di squadra che erano nella fuga della prima ora, si piazza quinto sul traguardo a 39" dal vincitore di giornata Robert Gesink. Guadagna però oltre un minuto sui favoriti Chris Froome e Nairo Quintana e risale al quarto posto momentaneo in classifica. A causa di un leggero calo nelle ultime tappe si piazza sesto nella classifica finale.
Nel 2017 pianifica di partecipare per la prima volta al Giro d'Italia, assieme al fratello, ma successivamente cambia programmi modificando calendario e programmazione in favore del Tour de France, anche a causa dell'infortunio occorso al compagno Esteban Chaves. Vince per distacco sia la sesta tappa della Parigi-Nizza che il Gran Premio Miguel Indurain. Successivamente disputa la Liegi-Bastogne-Liegi classificandosi ultimo a 16'39" dal vincitore Alejandro Valverde. Pochi giorni dopo si impone nella quarta tappa del Tour de Romandie, in volata su Richie Porte, conquistando la maglia di capoclassifica. Non riesce a conservare la maglia il giorno successivo, durante la cronometro decisiva, e conclude la corsa al secondo posto a 21" da Porte. Nel prosieguo di stagione disputa il Tour de France classificandosi settimo e la Vuelta a España, che termina in quarantaquattresima posizione.

### 2018: il Giro sfiorato e la vittoria alla Vuelta

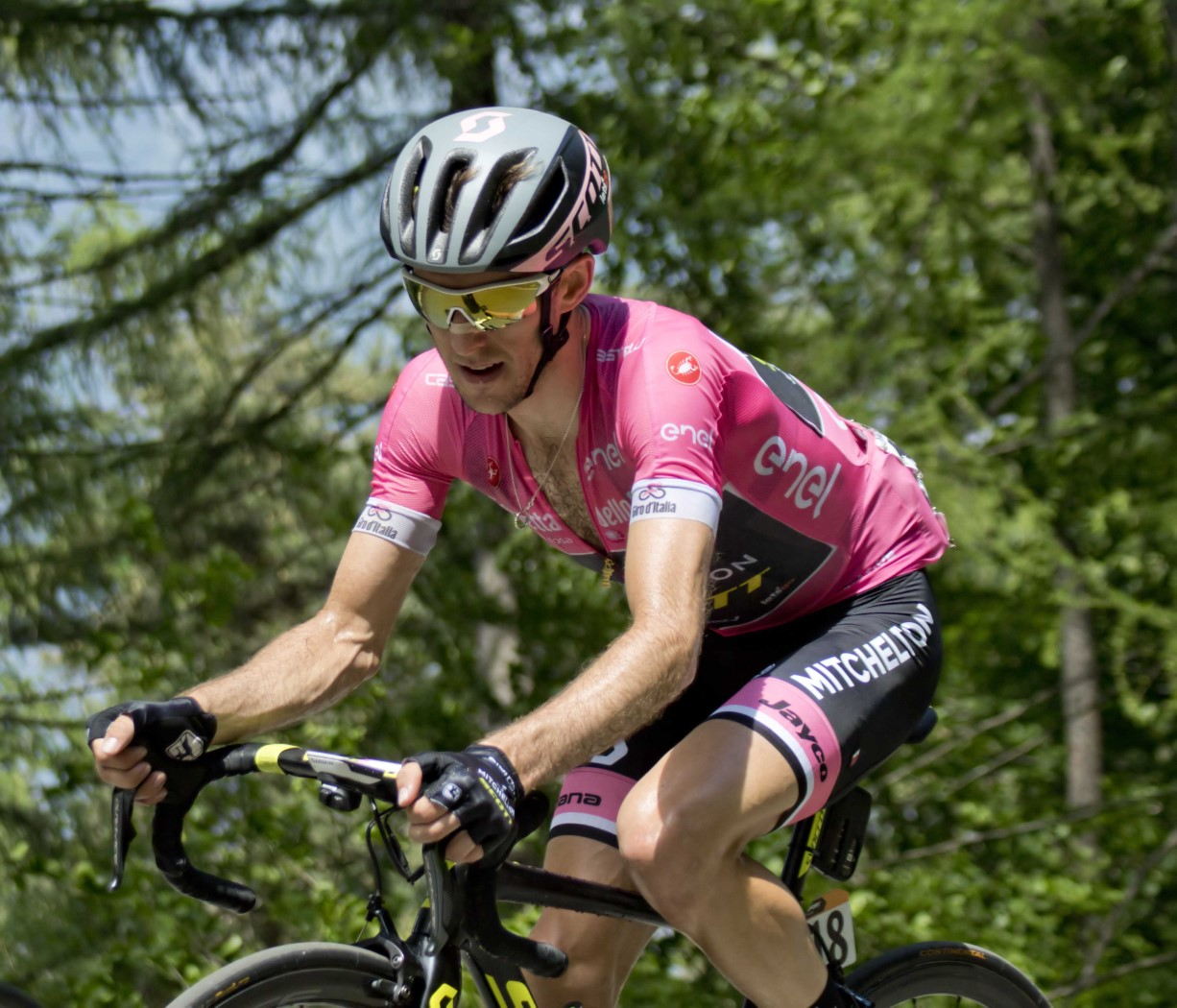
Simon Yates in azione in maglia rosa al Giro d'Italia 2018.

Il 2018 è stata fin da subito, una stagione vincente: si aggiudica, in marzo, per distacco la penultima tappa della Parigi-Nizza, conquistando anche il primato in classifica. Tuttavia, il giorno successivo, non riesce a contenere l'attacco da lontano di Marc Soler che lo supera così per soli 4 secondi nella classifica finale.
Selezionato per partecipare al Giro d'Italia (come supporto in salita per il compagno Esteban Chaves), dimostra subito di avere una buona condizione, giungendo settimo nella cronometro inaugurale di Gerusalemme. Nella 6ª frazione, con arrivo in salita sull'Etna, scatta a poco meno di 2 km dal traguardo staccando tutti, raggiunge il compagno di squadra Esteban Chaves sino ad allora in fuga, e chiude la tappa al secondo posto conquistando la sua prima maglia rosa. Tre giorni dopo, consolida il primato vincendo la nona tappa, con l'arrivo in salita a Campo Imperatore, regolando allo sprint Thibaut Pinot e il suo compagno Chaves, conquistando anche la maglia azzurra di miglior scalatore. Il 16 maggio vince anche l'undicesima tappa da Assisi a Osimo dove si rende protagonista con un bel cambio di ritmo sul muro finale e consolida il primato in classifica generale. Ripete un'altra buona prestazione sulla salita del Monte Zoncolan dove giunge secondo ad appena 6 secondi da Chris Froome e davanti agli altri big della classifica generale. Il giorno successivo, nella tappa dolomitica con arrivo a Sappada, spinto dalla necessità di guadagnare altro terreno su Dumoulin in vista della cronometro, attacca sul Passo di Sant'Antonio a 17 km dal traguardo e scala in solitaria anche le successive due salite di giornata (Bosco dei Giavi e Cima Sappada). Riesce a infliggere distacchi pesanti a tutti i suoi rivali distanziando il gruppetto composto da Dumoulin, Pinot e Pozzovivo di oltre 40 secondi e il connazionale Froome di oltre un minuto e mezzo. Lungo i 35 km contro il tempo tra Trento e Rovereto, Yates è protagonista di un'egregia prova con la quale resiste all'urto di Dumoulin e riesce a difendere saldamente la maglia rosa, accusando dall'olandese solamente un minuto e quindici secondi. Accusa qualche difficoltà due tappe più tardi, sull'arrivo in salita a Pratonevoso, dove arriva al traguardo con 28 secondi di ritardo dal terzetto composto da Pozzovivo, Froome e Dumoulin. L'indomani, nella tappa alpina da Venaria Reale a Bardonecchia, penultima tappa di montagna, esce di classifica a causa di una crisi accusata sulla seconda salita di giornata, il Colle delle Finestre, e paga 30' sul traguardo dal vincitore di tappa Froome, che indossa la maglia rosa. Il giorno successivo, ormai attardato in classifica, perde altro terreno andando così a concludere il Giro d'Italia al ventunesimo posto.

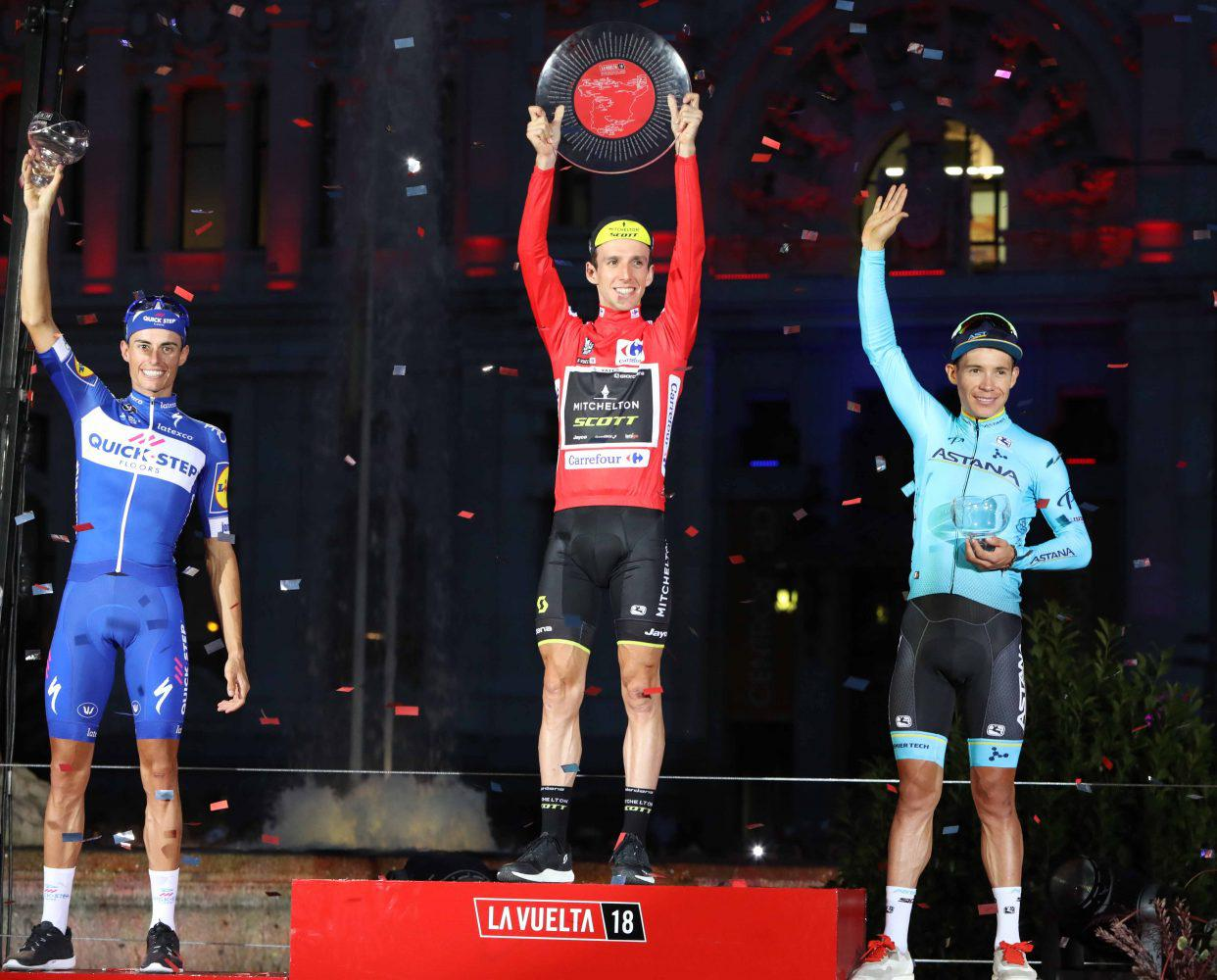
Simon Yates sul gradino più alto del podio alla Vuelta a España 2018.

Dopo aver vinto l'ultima tappa ed essersi piazzato secondo in classifica al Tour de Pologne, prende il via della Vuelta a España come uno dei favoriti. Dopo aver staccato i migliori sull'arrivo in salita della quarta tappa contiene in pochi secondi il ritardo dagli altri uomini di classifica sulla Covatilla andando così a conquistare il primato in classifica per un secondo su Alejandro Valverde. Rimane in possesso della maglia rossa per tre frazioni, per poi cederla allo spagnolo Jesús Herrada, uno dei fuggitivi di giornata. Vincendo la quattordicesima tappa, con arrivo in salita a Les Praeres/Nava, ritorna al primo posto della classifica generale. Si difende bene nella 15ª tappa con arrivo ai Lagos de Covadonga e guadagna su quasi tutti i rivali nella cronometro di Torrelavega. Dopo aver perso qualche secondo da Alejandro Valverde il giorno seguente, nella 19ª tappa con arrivo al Col de la Rabassa attacca a 11 km dall'arrivo sull'ascesa finale, staccando tutti i suoi primi inseguitori e chiudendo la tappa al 2º posto rifilando 1'08" a Valverde, chiudendo poi i conti il giorno dopo durante la 20ª tappa con arrivo al Col de la Gallina, dove attacca nuovamente e, nonostante una piccola crisi nel finale, guadagna ulteriormente sui precedenti rivali Valverde e Steven Kruijswijk, che perdono anche il podio. Il giorno seguente a Madrid vince la sua prima Vuelta a España, nonché il suo primo Grande Giro in carriera.

## Palmarès

### Strada
- 2011 (dilettanti)

Twinings Tour
6ª tappa Tour de l'Avenir (Fossano > Fossano)
- 2013 (dilettanti)

5ª tappa Tour de l'Avenir (Saint-Gervais-les-Bains > Morzine)
6ª tappa Tour de l'Avenir (Morzine > Châtel)
6ª tappa Tour of Britain (Sidmouth > Haytor)
- 2016 (Orica-BikeExchange, due vittorie)

Prueba Villafranca de Ordizia
6ª tappa Vuelta a España (Monforte de Lemos > Luintra/Ribeira Sacra)
- 2017 (Orica-Scott, tre vittorie)

6ª tappa Parigi-Nizza (Aubagne > Fayence)
Gran Premio Miguel Indurain
4ª tappa Tour de Romandie (Domdidier > Leysin)
- 2018 (Mitchelton-Scott, otto vittorie)

7ª tappa Parigi-Nizza (Nizza > Valdeblore La Colmiane)
7ª tappa Volta Ciclista a Catalunya (Barcellona > Barcellona)
9ª tappa Giro d'Italia (Pesco Sannita > Gran Sasso d'Italia)
11ª tappa Giro d'Italia (Assisi > Osimo)
15ª tappa Giro d'Italia (Tolmezzo > Sappada)
7ª tappa Tour de Pologne (Bukowina Resort > Bukowina Tatrzańska)
14ª tappa Vuelta a España (Cistierna > Les Praeres/Nava)
Classifica generale Vuelta a España
- 2019 (Mitchelton-Scott, quattro vittorie)

4ª tappa Vuelta a Andalucía (Armilla > Granada)
5ª tappa Parigi-Nizza (Barbentane > Barbentane, cronometro)
12ª tappa Tour de France (Tolosa > Bagnères-de-Bigorre)
15ª tappa Tour de France (Limoux > Foix Prat d'Albis)
- 2020 (Mitchelton-Scott, due vittorie)

5ª tappa Tirreno Adriatico (Norcia > Sarnano-Sassotetto)
Classifica generale Tirreno Adriatico
- 2021 (Team BikeExchange, tre vittorie)

2ª tappa Tour of the Alps (Innsbruck > Feichten im Kaunertal)
Classifica generale Tour of the Alps
19ª tappa Giro d'Italia (Abbiategrasso > Alpe di Mera - Valsesia)
- 2022 (Team BikeExchange-Jayco, otto vittorie)

8ª tappa Parigi-Nizza (Nizza > Nizza)
1ª tappa Vuelta a Asturias (Oviedo > Pola de Lena)
3ª tappa Vuelta a Asturias (Cangas del Narcea > Oviedo)
2ª tappa Giro d'Italia (Budapest, cronometro)
14ª tappa Giro d'Italia (Santena > Torino)
Prueba Villafranca de Ordizia
2ª tappa Vuelta a Castilla y León (Guijuelo > Guijuelo)
Classifica generale Vuelta a Castilla y León
- 2023 (Team Jayco AlUla, una vittoria)

5ª tappa Tour Down Under (Unley > Mount Lofty)
- 2024 (Team Jayco AlUla, due vittorie)

5ª tappa AlUla Tour (AlUla Old Town > Skyviews of Harrat Uwayrid)
Classifica generale AlUla Tour
- 2025 (Team Visma-Lease a Bike, due vittorie)

Classifica generale Giro d'Italia
10ª tappa Tour de France (Ennezat > Mont-Dore Puy de Sancy)

#### Altri successi
- 2013 (100% Me)

Classifica giovani An Post Ras
Classifica giovani Tour of Britain
- 2014 (Orica-GreenEDGE)

Classifica giovani Giro di Slovenia
Classifica scalatori Tour of Alberta
- 2015 (Orica-GreenEDGE)

Classifica giovani Critérium du Dauphiné
- 2017 (Orica-Scott)

Classifica giovani Tour de France
- 2018 (Mitchelton-Scott)

Classifica combinata Vuelta a España
- 2019 (Mitchelton-Scott, quattro vittorie)

Classifica scalatori Vuelta a Andalucía
- 2021 (Team BikeExchange)

Classifica scalatori Tour of Croatia
- 2022 (Team BikeExchange-Jayco)

Classifica a punti Vuelta a Asturias

### Pista
- 2010

Campionati del mondo Juniores, Americana (con Daniel McLay)
- 2012

Campionati britannici, Omnium
Campionati britannici, Inseguimento a squadre (con Owain Doull, Samuel Harrison e Alistair Slater)
Campionati britannici, Americana (con Mark Christian)
- 2013

Campionati del mondo, Corsa a punti

## Piazzamenti

### Grandi Giri
- Giro d'Italia

2018: 21º
2019: 8º
2020: non partito (8ª tappa)
2021: 3º
2022: ritirato (17ª tappa)
2025: vincitore
- Tour de France

2014: non partito (16ª tappa)
2015: 89º
2017: 7º
2019: 49º
2021: ritirato (13ª tappa)
2023: 4º
2024: 12º
2025: 15º
- Vuelta a España

2016: 6º
2017: 44º
2018: vincitore
2022: non partito (11ª tappa)

### Classiche monumento
- Milano-Sanremo

2015: 37º
2016: 95º
- Liegi-Bastogne-Liegi

2015: 39º
2017: 153º
2024: 32º
- Giro di Lombardia

2014: ritirato
2015: 18º
2021: 86º
2023: 5º
2024: 84º

### Competizioni mondiali
- Campionati del mondo su strada

Copenaghen 2011 - In linea Under-23: 51º
Limburgo 2012 - In linea Under-23: 108º
Toscana 2013 - In linea Under-23: 17º
Ponferrada 2014 - In linea Elite: ritirato
Innsbruck 2018 - In linea Elite: ritirato
Zurigo 2024 - In linea Elite: 68º
- Campionati del mondo su pista

Montichiari 2010 - Americana Juniores: vincitore
Minsk 2013 - Corsa a punti: vincitore
Minsk 2013 - Americana: 11º
- Giochi olimpici

Tokyo 2020 - In linea: 17º

### Competizioni europee
- Campionati europei su strada

Goes 2012 - In linea Under-23: 53°
Olomouc 2013 - In linea Under-23: 25°
- Campionati europei su pista

Anadia 2011 - Americana Under-23: 9°
Anadia 2011 - Omnium Under-23: 10°